# Pomnik św. Jana Nepomucena w Leżajsku

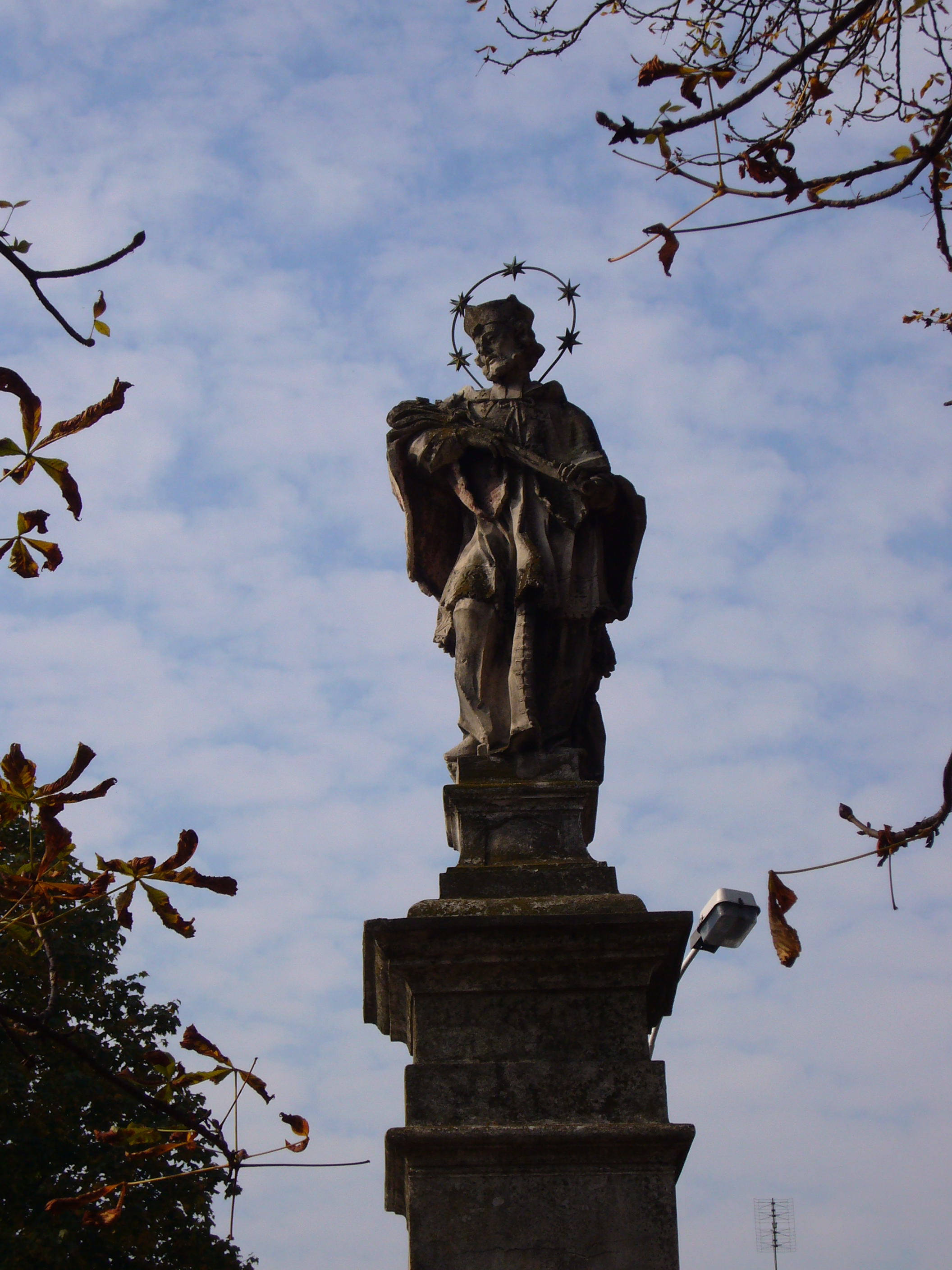

Pomnik św. Jana Nepomucena w Leżajsku – zabytkowy okazały nepomuk pochodzący z 1755 roku, stojący na placu Mariackim w Leżajsku.
Posiada wszystkie atrybuty: aureolę, biret, krucyfiks w rękach i klasyczny kontrapost, a całość ma dobrą klasę i stan zachowania. Cokół jest w kształcie słupa ze skromnymi gzymsami ustawiony na znacznie szerszej podstawie.